# Tertulia (programa de televisión de Chile)
Tertulia fue un programa del área cultural de televisión chilena, transmitido originalmente por UCV Televisión, durante la década de 1980, y en su nueva versión (2003-2006) por la señal de cable 13C. Hoy considerado un clásico de la TV ochentera, el formato consistía en registrar la conversación amena y espontánea de cuatro amigos en torno a una mesa, por espacio de 1 hora, para hablar de todo excepto política y economía. No contaba con un anfitrión, invitados adicionales, menciones publicitarias ni apoyo audiovisual (transiciones, videos, etc) y puede decirse que los cuatro panelistas estables representaban al segmento conservador o más tradicional de la sociedad chilena de aquella época.[cita requerida]

## Primera versión
Tertulia surgió a partir de referentes televisivos de esquema similar como "A esta hora se improvisa" (1969-1973) o "Almorzando en el Trece" (1974-1999), sin embargo el antecedente directo fue el programa "Dominó" (1972), integrado por Diego Barros Ortiz, el padre Gilberto Lizana, Pedro Foncea, Luis Mesa y Germán Becker Ureta. Este último sería miembro permanente de "Tertulia", que durante la década de 1980 se emitió en los estudios de UCV Televisión y reunió además a Willie Arthur Aránguiz, Domingo Durán Neumann y José Luis Rosasco Zagal. El primer ciclo se extendería por nueve años.

## Segunda versión
Tras un hiato de casi diez años y el fallecimiento de dos miembros originales (Willie Arthur y Domingo Durán), el programa vuelve a las pantallas de la estación de cable de Canal 13, con la incorporación de Hugo Zepeda Coll y el presbítero Luis Eugenio Silva Cuevas. De esta nueva etapa se grabaron 4 temporadas (2003-2006), todas en dependencias del desaparecido hotel Cap Ducal, ubicado en la comuna de Providencia, Santiago. La dirección estuvo a cargo de Artemio Espinosa Mackenna y la Producción, de Nuevo Extremo Cine y TV Digital.
A menudo la conversación giraba en torno a asuntos de religión católica, historia universal o medieval, a cargo del sacerdote Silva y de Zepeda, matizadas con anécdotas sobre historia y tradiciones chilenas aportadas por Becker, más las intervenciones de Rosasco, quien inventaba graciosos cuentos sobre su mascota ficticia —la gallina "Coca Hermitage"— o interrumpía a sus contertulios con llamadas telefónicas imaginarias, protagonizadas por actrices de cine estadounidense y europeo de antaño.
A día de hoy, los cuatro panelistas originales de "Tertulia" han fallecido. De quienes integraron la segunda versión, el padre Luis Eugenio Silva se alejó de las cámaras por motivos personales mientras que Hugo Zepeda ha sido invitado especial en algunos programas de La Red.

## Influencia
En el extremo austral de Chile se realizó "Tertulia Magallánica", programa televisivo inspirado en el referente original y protagonizado por habitantes de la zona. Era transmitido por la estación ITV Patagonia.